# Terremoto de Kashan de 1778
El terremoto de Kashan de 1778 fue un gran terremoto que golpeó la ciudad de Kashan en Irán justo antes del amanecer del 15 de diciembre de 1778. El terremoto tuvo una magnitud estimada de 6,2. Hubo daños generalizados en el área alrededor de la ciudad, con la mayoría de los edificios destruidos. Más de 8.000 personas murieron.

## Entorno tectónico
La tectónica activa de Irán está impulsada por la continua colisión continental entre la placa arábiga y la placa euroasiática. La convergencia entre las dos placas se acomoda a través de una amplia zona desde el cinturón plegado y corrido de Zagros en el suroeste hasta la cordillera de Elburz en el norte. Kashan se encuentra cerca del límite entre la cordillera iraní central al suroeste y la cuenca central al noreste. Estas áreas están sustentadas por rocas volcánicas mixtas y rocas metamórficas de la zona Sanadaj-Sirjan, las rocas plutónicas del arco magmático Urumieh-Dokhtar y las rocas sedimentarias de la Cuenca Central. El área se ve afectada por una combinación de fallas de empuje activas y fallas de rumbo. La principal estructura activa cerca de Kashan es la falla de Qom-Safreh, una zona de falla lateral derecha con rumbo noroeste-sureste, que se extiende a lo largo del límite noreste de la zona de Sanadaj-Sirjan. Se ha asociado con varios terremotos históricos.

## Terremoto
El terremoto tuvo una magnitud estimada de 6,2. Se ha atribuido a la ruptura a lo largo del segmento Kashan de la falla Qom-Safreh. El terremoto principal fue seguido por una secuencia de réplicas, que continuaron durante aproximadamente un mes.

## Daños
El área dañada se extendió tan al norte como Sen Sen y tan al sur como Qohrud. La mayoría de las casas y otros edificios en Kashan fueron destruidos. El Bazar y la Mezquita Jameh de Kashan sufrieron graves daños, aunque el minarete de ladrillo de esta última sobrevivió. Los suministros de agua se vieron gravemente afectados en la zona.

## Víctimas
Se registraron al menos 8.000 víctimas como consecuencia del terremoto. El número de muertos se incrementó aún más por un brote de cólera.

## Secuelas
La reconstrucción de Kashan comenzó poco después del terremoto, bajo las órdenes de Karim Khan Zand, evitando un éxodo masivo de los sobrevivientes. Bajo el liderazgo de 'Abd al-Razzaq Khan, el cuarto gobernador de Kashan, se construyó un nuevo bazar directamente en el sótano del antiguo edificio y se reconstruyó ampliamente la Mezquita Jameh de Kashan, al igual que muchos otros edificios públicos.